# Джеремі Ебботт
Дже́ремі Е́бботт (англ. Jeremy Abbott; нар. 5 червня 1985, Аспен, Колорадо, США) — американський фігурист, що виступає в одиночному чоловічому катанні. Він — переможець Фіналу Гран-Прі з фігурного катання сезону 2008/2009, дворазовий чемпіон Національної першості США з фігурного катання 2009 і 2010 років, бронзовий медаліст Чемпіонату Чотирьох Континентів 2007 року, на Чемпіонатах світу з фігурного катання двічі (2008, 2009 роки) ставав 11-м, а на дебютній XXI Зимовій Олімпіаді (Ванкувер, 2010) посів 9-е місце.

## Біографія

### Родина і школа
Джеремі Ебботт навчався у середній школі на один рік довше, ніж це передбачено програмою, щоб мати можливість зосередитися на фігурному катанні й водночас мати добрі оцінки зі шкільних дисциплін. Школу він закінчив у 2004 році.
Його старша сестра — Ґвен Ебботт також спортсменка, вона займається лижним швидкісним спуском, і навіть брала участь у цьому виді програми на ХХ Зимовій Олімпіаді (Турин, 2006).

### Кар'єра

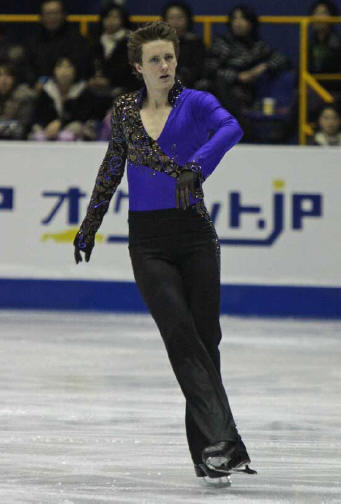
Джеремі Ебботт під час виконання довільної програми на Фіналі Гран-Прі з фігурного катання сезону 2008/2009

Джеремі почав кататися на ковзанах у 2-річному віці. Коли юному спортсмену виповнилось лише 4 роки, він уже брав участь у дитячих змаганнях.
Цікаво, що Джеремі один із не багатьох фігуристів, які спробували себе у всіх 3 дисциплінах фігурного катання — він виступав у танцях на льоду з Амандою Коннінгем (1995—96 рр.) і з Кетті Гоффмастер (1997-98 рр.), в парному спортивному катанні з Британі Вайс (1998-99 рр.) і з Кристал Соренсон (2001--02 рр.).
Починаючи з 1999 року Ебботт переїхав із рідного Аспену до Колорадо-Спрингз і розпочав тренуватися в Тома Закрайсека, з яким співпрацює по теперішній час.
Як одиночник Джеремі почав брати участь у змаганнях, починаючи від сезону 2001/2002, на «дитячому» рівні.
У 2005 році він виграв Чемпіонат США з фігурного катання серед юніорів. У 2007 році він посів четверте місце на «дорослому» Чемпіонаті США з фігурного катання, і тому не кваліфікувався на найсерйозніші міжнародні старти сезону. Однак останньої миті від участі у Чемпіонаті Чотирьох Континентів з фігурного катання 2007 року знявся колега по збірній США Джонні Вейр, замість нього на турнір вирушив Джеремі Ебботт і цілком несподівано для більшості фахівців став його бронзовим медалістом.
В сезоні 2008/2009 Ебботт несподівано переміг на етапі серії Гран-Прі «Cup of China», показавши на той момент свої персонал-бест (найкращі особисті в короткій та довільній програмах, відтак за сумою балів). Потому фігурист став 4-м на московському етапі «Cup of Russia». Таким чином, Джеремі вперше у своїй кар'єрі відібрався для участі до Фіналу Гран-прі, на якому знову поліпшивши усі свої особисті результати, сенсаційно здобув золото. У січні 2009 року спортсмен переміг на Національній першості США з фігурного катання 2009 року. Показниками наступного спаду спортивної форми спортсмена стали виступи на Чемпіонаті Чотирьох Континентів з фігурного катання — 5-е місце і на «домашньому» (в Лос-Анджелесі) Чемпіонаті світу з фігурного катання 2009 наприкінці березня 2009 року, де спортсмен показав «найгірший» результат із 3 членів Збірної США, посівши втім доволі високе 11-е місце, повторивши відтак на обох турнірах досягнення минулого (2008) року.
Сезон 2009/2010 для Джеремі розпочався вдало — він став першим на «Skate Canada»—2009 та п'ятим на «NHK Trophy»—2009, такі успішні виступи на етапах серії Гран-Прі вивели фігуриста у Фінал Гран-Прі сезону, де він став 4-м. На Національній першості США з фігурного катання Джеремі Ебботт тріумфував, перемігши головного конкурента Лисачека. У лютому 2010 року в складі Американської Олімпійської дружини на турнірі одиночників у рамках XXI Зимової Олімпіади (Ванкувер) спортсмен невдало відкатав коротку (15-й результат), але виправившись у довільній, на дебютних для себе Олімпійських іграх посів пристойне 9-е місце.

## Особисте життя
У червні 2020 року Ебботт заявив, що є геєм

## Спортивні досягнення
| Змагання / Сезони                                   | 2001/2002 | 2002/2003 | 2003/2004 | 2004/2005 | 2005/2006 | 2006/2007 | 2007/2008 | 2008/2009 | 2009/2010 |
| --------------------------------------------------- | --------- | --------- | --------- | --------- | --------- | --------- | --------- | --------- | --------- |
| Зимові Олімпійські ігри                             |           |           |           |           |           |           |           |           | 9         |
| Чемпіонати світу з фігурного катання                |           |           |           |           |           |           | 11        | 11        |           |
| Чемпіонати Чотирьох Континентів з фігурного катання |           |           |           |           |           | 3         | 5         | 5         |           |
| Чемпіонати США з фігурного катання                  | 6N.       |           | 7J.       | 1J.       |           | 4         | 4         | 1         | 1         |
| Фінали Гран-прі                                     |           |           |           |           |           |           |           | 1         | 4         |
| Етапи Гран-Прі: «Cup of Russia»                     |           |           |           |           |           |           |           | 4         |           |
| Етапи Гран-Прі: «Cup of China»                      |           |           |           |           |           |           |           | 1         |           |
| Етапи Гран-Прі: «Skate Canada»                      |           |           |           |           |           |           | 8         |           | 1         |
| Етапи Гран-Прі: «NHK Trophy»                        |           |           |           |           |           |           | 4         |           | 5         |
| Турніри «Finlandia Trophy»                          |           |           |           |           |           | 1         |           |           |           |
| Турніри «Nebelhorn Trophy»                          |           |           |           |           | 18        |           |           |           |           |

- N = дитячий рівень; J = юніорський рівень